# Campos Challenger 1983
Il Campos Challenger 1983 è stato un torneo di tennis facente parte della categoria ATP Challenger Series nell'ambito dell'ATP Challenger Series 1983. Il torneo si è giocato a Campos do Jordão in Brasile dal 25 al 31 luglio 1983 su campi in cemento.

## Vincitori

### Singolare
Rocky Royer ha battuto in finale  Carlos Kirmayr con il punteggio di 7–6, 3–6, 6–3

### Doppio
Thomaz Koch /  Jose Schmidt hanno battuto in finale  Julio Goes /  Ney Keller con il punteggio di 7–6, 6–2